# Papaver albertii
Papaver albertii är en vallmoväxtart som beskrevs av A.D. Mikheev. Papaver albertii ingår i släktet vallmor, och familjen vallmoväxter. Inga underarter finns listade i Catalogue of Life.